# Acronioglenea besucheti
Acronioglenea besucheti là một loài bọ cánh cứng trong họ Cerambycidae.